# Landskrona teater

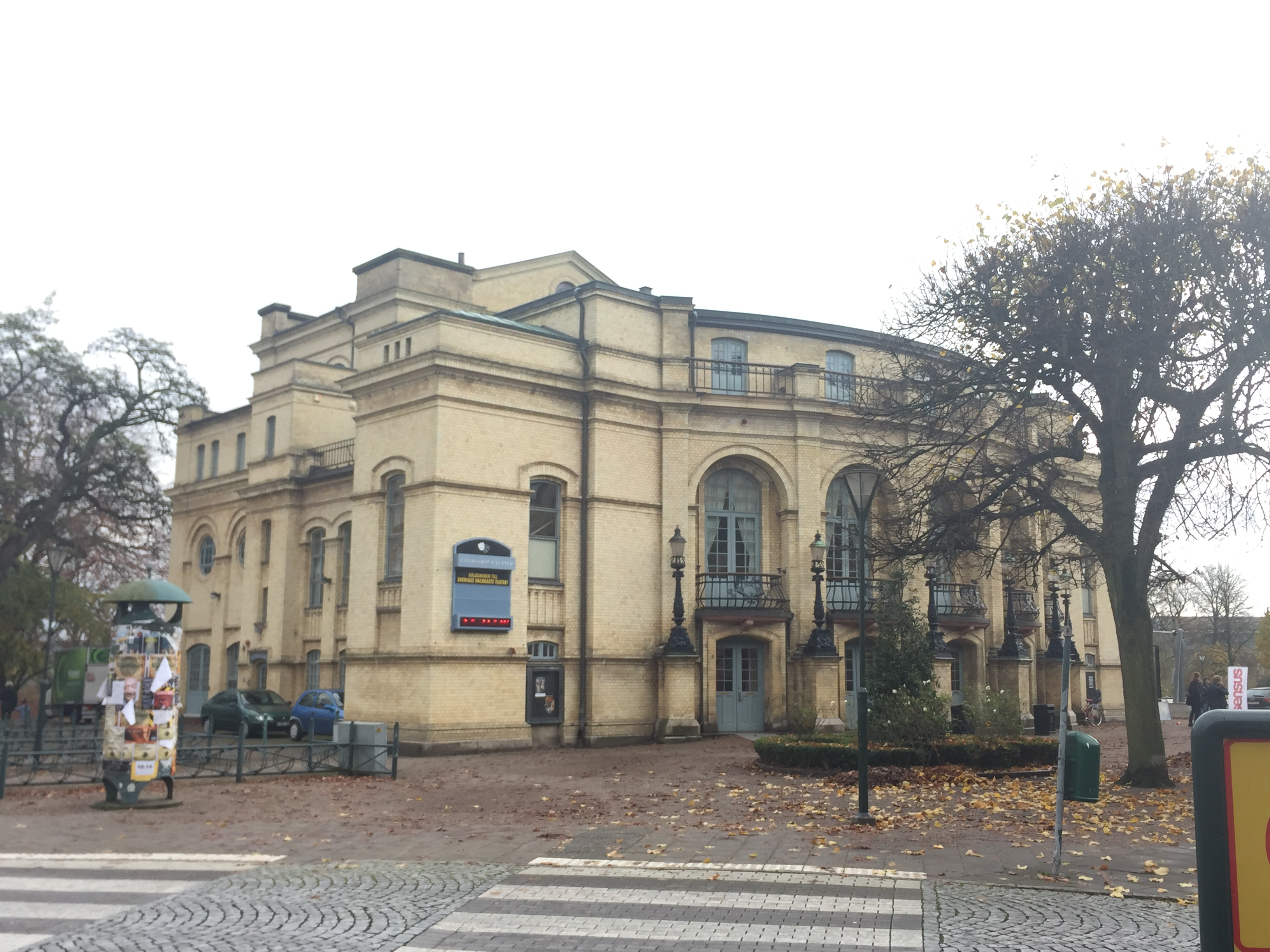

Landskrona teater är den centrala teaterbyggnaden i Landskrona, invigd hösten 1901 och tidigare hemmascen för den uppmärksammade gruppen Skånska teatern.

## Historik
Under senare delen av 1800-talet hade, i brist på annan teaterscen, gästande teatersällskap fått spela i Stadshotellet och det omkring 1890 rivna Festivitetshuset, varvid man i staden startade en allmän insamling av medel för att, i likhet med andra växande små städer, kunna låta bygga en riktig teater. Genom denna teaterfond och ett tillskott från stadens styre, tillika en utvald lämplig central tomtmark i den Neesska trädgårdens park mellan Järnvägsgatan och Östergatan, beslöt man att igångsätta förverkligandet med Alfred Arwidius och stadens blivande stadsarkitekt Fredrik Sundbärg som arkitekter. Byggnaden visade sig bli dubbelt så dyr som först beräknat, men förfärdigades ändå som en större klassisk teaterbyggnad i gult tegel med 254 sittplatser fördelade på 127 i salongen på parkett och 127 på balkongen. I samband med kung Oscar II:s jaktresa till ön Ven lyckades man få denne att den 22 september 1901 inviga teatern under stora festligheter i hela staden.
Från att från början ha drivits som ett teater-aktiebolag köpte Landskrona stad teatern 1948 och övertog driftsansvaret. I början användes teatern främst av gästande teatersällskap med inte minst verk av August Strindberg på repertoaren. Selanders Teatersällskap (med de i staden bosatta makarna Hjalmar och Concordia Selander) tillhörde de mest framstående. Senare spelades mest revy och gästspel från Helsingborgs och Malmö stadsteatrar efter andra världskriget. En teaterförening bildades för att söka öka det ojämna publikintresset; och 1972 bildades även Landskrona Riksteaterförening. 2001 gjordes en större renovering inför 100-årsjubileet.

## Skånska teatern
1974 blev Landskrona teater en riksangelägenhet med stor uppmärksamhet, då den nya gruppen Skånska teatern flyttade dit från Malmö och i olika faser bedrev en livaktig teaterverksamhet där fram till 1994 då gruppen gick i konkurs. Redan 1982 flyttade en grupp medarbetare  till Gävle och startade Folkteatern Gävleborg, medan annan grupp valde att stanna och fortsätta driva Skånska Teatern. En allt svårare ekonomi, krassare bidragsklimat mm, upplöstes gruppen och Skånska Teatern lades ner 1994.

## Nya Skånska Teatern AB
Efter nedläggningen bildades ett kommunalt bolag med namnet Nya Skånska Teatern AB. Bolaget hade dock svårigheter både att hålla den konstnärliga kvaliteten och ekonomin uppe. Trots drygt 4 miljoner i utbetalda bidrag i januari 2003 och diverse försök till räddningsinsatser från kommunens sida, var man redan fyra månader senare tvingad att avveckla verksamheten och sätta bolaget i konkurs.

## Landskrona Riksteaterförening
Landskrona Riksteaterförening bildades 1972 och förde fram till början av 2000-talet en ganska anonym tillvaro. Föreningens arbete styrdes mycket av att det först var Skånska teatern och sedan det kommunala bolaget Nya Skånska teatern AB som upptog det mesta av tillgänglig tid på teatern i Landskrona. När den sistnämnda gick i konkurs 2003 fick Riksteaterföreningen större möjlighet att utvecklas. Föreningen hade då 39 medlemmar.
Verksamheten utvecklades mycket snabbt och redan sex år senare blev man Landskronas största ideella förening – alla kategorier – med över 1 100 medlemmar. Redan något år tidigare hade publiktillströmningen mer eller mindre exploderat och Landskrona Riksteaterförening hade under 2006 - 2014 ett genomsnitt på över 71% beläggning. Totalt såg över 18 000 personer föreningens sista 100 föreställningar. Föreningen skrev också avtal med Malmö Opera där dessa gästspelade vid ett flertal tillfällen i Landskrona.
2008 arrangerade man det dåvarande största gästspelet på Landskrona teater, då Rush Musical Society från Irland spelade för fulla hus med musikalen Hollywood Pinafore. Irländarna kom med inte mindre än 54 skådespelare och 12 scenarbetare och tekniker. Skådespelarna var en blandning bestående av hälften amatörer och hälften professionella. Den då 11 åriga landskronatjejen Dominiq Lindsol hade en liten roll i föreställningen.
Rush Musical Society återkom 2010 med en utökad trupp på över 70 personer och gav Fiddler on the Roof  Sju barn från Landskrona gjorde då en bejublad och uppmärksammad insats i föreställningen. Föreställningen var ett samarbete med bland annat Malmö musikhögskola och musikdirektör Sixten Nordström. I orkesterledningen arbetade också Jannike Stenlund, sångerska, violinist, multiinstrumentalist och låtskrivare (hon spelade för övrigt "Fiddlern" i föreställningen).
Det hann även bli ett tredje irländskt musikalbesök med Mac and Mabel 2013. Samarbetet med Irland innehöll också två föreställningar med Rush Dramatic Society: Den mycket dramatiska Frozen 2009 och komedin Private Lives 2012.
Nyårsafton 2009-2010 hade man också premiär på en återkommande nyårskonsert med champagnegalopp och allt.
2013 blev ett ekonomiskt turbulent år för föreningen. Vid ingången av 2013 beslutade kulturnämnden, på förslag från kulturchefen, att ett ”icke tillfredsställande höstprogram för 2013” var grund för att det redan beslutade bidragsutbetalningen för 2012 stoppades. Senare under våren beslutade politikerna i kulturnämnden att, även detta på förslag från kulturchefen, ”frysa” föreningens framtida bidrag". Samtidigt stoppade man föreningens tillgång till teatern.  Anledningarna sades vara dels att föreningen arrangerade för mycket musik och komedi, dels att man företrädesvis engagerade amatörer i sitt utbud samt att man "ytterst sällan hade mycket publik på sina föreställningar". Man meddelade också föreningens huvudorganisation Riksteatern i Hallunda, att föreningen var nerlagd och att medlemsförteckningen därför skulle överlämnas till Kulturförvaltningen i Landskrona. 
Två år senare - 2015 - arrangerade föreningen en fullsatt sista föreställning i Slottsparken och 2016 lades föreningen ner då det blev svårigheter att rekrytera en ny styrelse att arbeta under dessa förutsättningar. Av de 1 100 medlemmar som fanns ett år tidigare återstod då cirka 400 som överfördes till dåvarande närmaste Riksteaterförening, som var Kävlinge.